# Alvin et les Chipmunks : À fond la caisse
Pour les articles homonymes, voir Alvin et les Chipmunks.
Série Alvin et les Chipmunks
Alvin et les Chipmunks 3
(2011)
Pour plus de détails, voir Fiche technique et Distribution.
Alvin et les Chipmunks : À fond la caisse ou Alvin et les Chipmunks : Sur la route ! au Québec (Alvin and the Chipmunks: The Road Chip) est un film américain réalisé par Walt Becker, sorti en 2015.
Mélangeant prises de vues réelles et images de synthèse, il fait suite à Alvin et les Chipmunks (2007), Alvin et les Chipmunks 2 (2009) et Alvin et les Chipmunks 3 (2011). Il est le dernier film de la série.

## Synopsis
Les Chipmunks coulent des jours heureux en compagnie de Dave depuis les événements du film précédent. À la suite d'une soirée organisée sans l'accord de Dave dans le but de célébrer le départ des Chipettes pour être juge dans l'émission American Idol, ce dernier leur annonça qu'il allait partir à Miami pour le lancement de l'album d'une autre chanteuse.
Le lendemain matin, ils se rendirent au mini-golf où se trouve Samantha, la nouvelle petite amie de Dave. Cependant, les trois eurent une altercation un peu négative avec un jeune homme du nom de Miles, qui est le fils de Samantha.
Après que la mère de ce dernier fut appeler à l'hôpital pour une urgence, Dave amena Miles ainsi que les Chipmunks au studio où il devait travailler sur un album. En soirée, alors que les Chipmunks étaient à la maison, Dave et Samantha dinèrent ensemble et ce dernier lui proposa si elle voulait aller à Miami avec ce dernier, ce qu'elle accepta. Au retour de Dave, Simon se mit à manger dans les sacs de courses ce que Dave avait ramener et il trouva une bague.
Alvin, Simon et Theodore en conclurent que Dave allait demander en mariage Samantha et ils se rendirent que s'il se mariaient, Miles serait leur frère. Ne voulant aucunement de ce dernier comme membre de la famille, ils décidèrent dans un premier temps de voler les alliances pour empêcher que Dave ne demanda à cette dernière en mariage. Ils virent le sac qu'ils cachèrent.
Le lendemain matin, Dave et Samantha partirent à l'aéroport pour Miami tandis que Miles et les trois restèrent à la maison, sous la supervision occasionnelle de Mme Price, la voisine que Dave lui avait demandé à la suite de la fête organisée sans son autorisation. Dans un premier temps, Miles obligea les Chipmunks à rester dehors puis Alvin essaya de lui expliquer que Dave allait demander en mariage à la mère de ce dernier. Ils prirent le sac que les trois a avaient cachés la vielle mais ils le découvrirent vide.
Dave avait mis les alliances dans sa valise avant de partir. Ne voulant pas non plus avoir les trois tamias dans sa vie et ne voulant avoir Miles dans leurs vies, ils prirent la décision de se rendre à Miami pour empêcher les fiançailles. Cependant en voulant quitter la maison, Mme Price leur voisine les interpella en les expliquant qu'elle allait devoir garder un œil sur eux.
Pour pouvoir la tromper, Alvin eut l'idée de prendre trois vrais écureuils pour faire croire à leur voisine qu'ils étaient toujours à la maison. À l'aéroport, Miles n'eut pas les moyens de payer trois autres billets pour les Chipmunks, ce qui l'obligea à mettre Alvin et Simon dans son sac tandis que Théodore irait dans la soute de l'avion. Miles passa le contrôle de sécurité avec quelques difficultés et ils prirent l'avion direction : Miami.
Durant le vol, Alvin ayant faim, décida d'aller chercher quelque chose à manger, le menant à la première classe. Pendant ce temps, Théodore qui était dans la soute décida d'ouvrir la cage d'un petit singe qui se mit à ouvrir les autres cages des animaux dans la soute. Alors que Alvin était en train de manger, une hôtesse de l'air demanda à ce dernier sa carte d'embarquement ce qui l'obligea à fuir.
Alors que ce dernier fuyait, l'Agent James Suggs, un agent de la sécurité aérienne à bord les obligea à s'arrêter. Au même, les animaux libérés dans la soute vinrent dans la cabine menant la confusion puis la panique à bord, ce qui obligea le pilote à devoir atterrir d'urgence à Austin, au Texas. Arrivés là-bas, Miles et les Chipmunks furent amenés dans le bureaux de Suggs qui était loin de les appréciés.
À la suite de sa rupture avec son ex petite amie en raison du fait qu'elle n'ait pas amené les Chipmunks, il se mit à détester ces derniers. En geste de vengeance, il mit les Chipmunks sur la liste de passagers interdis à bord, mais après qu'il dû s'absenter, Miles et les Chipmunks fuirent en taxi ce qui les mena à un bar où ils proposèrent au propriétaire de faire un concert.
Les Chipmunks furent impressionnés de voir le talent musical de Miles. Au cours du concert cependant, l'agent Suggs arriva et ils fuirent de justesse. Obligés de devoir dormir dehors, Miles parla de son père qui l'avait lui et sa mère alors que ce dernier était jaune.
Le lendemain matin, ils se rendirent vers une station de bus à pied où ils chantèrent pour trouver de l'argent afin de payer des billets de bus vers la Nouvelle-Orléans. Pendant ce temps, l'agent Suggs continua de pister ses fugitifs. Le soir venu, Miles et les Chipmunks furent retrouver par Suggs et ils fuirent de nouveau.
Essoufflé après avoir essayé de les pourchasser, l'agent Suggs fut alcoolisé par une festivalière qui lui donnait des cocktails. Puis les Chipmunks chantèrent durant le festival de jazz de la Nouvelle-Orléans. Au même moment, alors que Dave et Samantha étaient dans un bar de Miami, ce dernier vit à la télé en direct Alvin, Simon et Theodore en train de faire la fête, le rendant furieux.
Le lendemain matin, Miles, Alvin, Simon et Theodore virent que Dave leurs avait laissé beaucoup de textos les donnant rendez-vous à l'aéroport pour pouvoir les retrouver. Au même moment, l'agent Suggs se réveilla et découvrit qu'hier soir, alcoolisé il s'était fait tatouer les Chipmunks. À l'aéroport, Dave et Samantha retrouvèrent ces derniers en colère de ne pas les avoir écoutés.
Cependant, Dave découvrit que ces derniers ne pouvaient plus prendre l'avion les obligeant à louer une voiture pour se rendre à Miami. Durant le trajet, Dave essaya de faire comprendre qu'il avait énormément travailler sur le lancement de l'album et que les Chipmunks avaient gâchés son voyage avec Samantha. L'agent Suggs, déterminé à retrouver les Chipmunks, demanda à l'agence de location de voiture de retrouvé les coordonnées de la voiture que Dave avait empruntés.
Arrivés à Miami, Dave et Samantha partirent au restaurants, cependant Alvin parvint à prendre les alliances avant que ce dernier ne parte. Ce qui rendit les Chipmunks joyeux mais pas Miles qui sortit de la chambre et expliqua qu'ils avaient complètement gâchée la demande et qu'ils ne formeront pas une famille.
Avec l'aventure qu'ils avaient vécue ensemble, Miles commença à de plus en plus apprécier les Chipmunks. Ces derniers parvinrent à éviter que Miles se fasse renverser par une voiture et se rendit compte qu'il était attaché à ces derniers. Se rendant compte que Dave allait demander Samantha en mariage, ils retournèrent dans la chambre pour reprendre les alliances en éviter d'attirer l'attention de la baby-sitter que Dave avait payé pour les surveillés.
En descendant vers le hall de l'hôtel, ils virent l'agent Suggs qui les retrouva et se mit une nouvelle fois à les pourchasser. Les Chipmunks allèrent dans l'ascenseur mais Suggs parvint de justesse à y entrer. Mais les Chipmunks parvinrent à s'enfuir de l'ascenseur par la petite trappe du plafond et à couper le courant de l'ascenseur le bloquant ainsi. Au restaurant, Miles et les Chipmunks essayèrent de s'expliquer de leur présence. Cependant, Dave leur expliqua que l'alliance qu'il avait dans son sac était pour Barry, un collègue de ce dernier et qu'il allait faire sa demanda à sa copine. Au même moment Barry fit sa demande à sa copine, cependant, dans le boitier, il y avait un bonbon à la menthe et elle refusa sa demande.
Plus tard en soirée, ils se rendirent à la soirée du lancement de l'album. Dave leur expliqua qu'il était tellement déçu d'eux. Puis Alvin eu une idée pour se racheter, cependant ils allaient devoir avoir l'aide des Chipettes se trouvant elles aussi à Miami. Avant la performance de Ashley, les Chipmunks et les Chipettes firent une chanson pour s'excuser de leurs comportements.
Après cela, Dave et les Chipmunks retournèrent à Los Angeles en voiture, mais avant d'aller à la maison, ils s'arrêtèrent aux palais de justice. Pensant qu'ils allaient être arrêtés pour avoir fait atterrir d'urgence un vol, Dave leur expliqua que même s'il les traitait comme ses enfants et que ces derniers le traitaient comme un père, il décida d'officialiser leurs liens en les adoptant.
De retour à la maison, juste avant d'ouvrir la porte, Dave se dit que c'était l'une des plus belles journées de sa vie et que rien ne pourrait la gâcher. Ce qui fut de courte durée, puisqu'en ouvrant la porte, les écureuils que Alvin avait mis pour faire croire à leur voisine qu'ils étaient à la maison avaient abîmer tout le mobilier et la décoration. Le film se termine par une femme de ménage qui ouvrit les portes de l'ascenseur où l'agent Suggs était coincé.

## Fiche technique
Sauf indication contraire, les informations mentionnées dans cette section peuvent être confirmées par les bases de données cinématographiques IMDb et Allociné,  présentes dans la section « Liens externes ».
- Titre original : Alvin and the Chipmunks: The Road Chip
- Titre français : Alvin et les Chipmunks : À fond la caisse
- Titre québécois : Alvin et les Chipmunks : Sur la route ![1]
- Réalisation : Walt Becker
- Scénario : Randi Mayem Singer et Adam Sztykiel, d'après les personnages créés par Ross Bagdasarian Sr. et Janice Karman
- Musique : Mark Mothersbaugh[2]
  - Musiques additionnelles : Akos Letray, William G. Parker et James T. Sale
  - Direction musicale : James T. Sale
  - Orchestration : Richard Bronskill, Christopher Guardino, James T. Sale et Jeffrey Schindler
  - Montage musical : Jeff Carson et Andrew Dorfman
- Direction artistique : Paul Kelly
- Décors : Ellen Christiansen[3], Frank Galline[3] et Richard Holland
- Costumes : Mary Claire Hannan et Alexandra Welker[3]
- Maquillage : Stevie Martin, Travis Pates
- Coiffure : Lane Friedman, Elizabeth Robinson, Gianna Sparacino
- Photographie : Peter Lyons Collister
- Son : Brian Bair, James Bolt, Beau Borders, Galen Goodpaster, Erin Michael Rettig
- Montage : Ryan Folsey
- Chorégraphie : Napoleon D'umo, Tabitha D'umo, Anthony Talauega et Richmond Talauega
- Animation (supervision) : Matthew O'Callaghan
- Casting : Jackie Burch et Sheila Jaffe
- Production : Ross Bagdasarian Jr. et Janice Karman
  - Production déléguée : Arnon Milchan, Karen Rosenfelt, John H. Starke et Steve Waterman
  - Production associée : David McKimmie, Jennifer Teves et Drew Tolman
- Sociétés de production : Bagdasarian Productions, Twentieth Century Fox Animation et Sunswept Entertainment (non crédité), en association avec TSG Entertainment, présenté par Fox 2000 Pictures et New Regency Productions
- Société de distribution : Twentieth Century Fox
- Budget : 75 millions de $[4]
- Pays de production :  États-Unis
- Langue originale : anglais, espagnol
- Format : couleur - 35 mm  / Redcode RAW - 1,85:1 (Panavision) - son Dolby Atmos / Dolby Digital / Dolby Surround 7.1
- Genre : comédie, musical, aventure, animation
- Durée : 92 minutes
- Dates de sortie[5] :
  - États-Unis, Québec : 18 décembre 2015[6],[1]
  - France, Belgique, Suisse romande : 3 février 2016[7],[8],[9]
- Classification :
  - États-Unis : des scènes peuvent heurter les enfants - accord parental souhaitable (PG - Parental Guidance Suggested)[N 1]
  - France : tous publics (conseillé à partir de 6 ans)[7],[10]
  - Belgique : tous publics (Alle Leeftijden)[8]
  - Suisse romande : interdit aux moins de 6 ans[11]
  - Québec : tous publics (G - General Rating)[1]

## Distribution
- Jason Lee (VF : Jérôme Pauwels ; VQ : Daniel Picard) : Dave Seville[12]
- Tony Hale[13] (VF : Laurent Morteau ; VQ : Thiéry Dubé) : l'agent James Suggs
- Kimberly Williams-Paisley[12] (VF : Véronique Desmadryl ; VQ : Hélène Mondoux) : Samantha
- Josh Green (VF : Gabriel Bismuth-Bienaimé ; VQ : Nicolas DePassillé-Scott) : Miles
- Justin Long (VF : Emmanuel Garijo ; VQ : Hugolin Chevrette-Landesque) : Alvin Seville (voix)[12]
- Matthew Gray Gubler (VF : Mathias Kozlowski ; VQ : Bernard Fortin) : Simon Seville (voix)[12]
- Jesse McCartney (VF : Alexis Tomassian ; VQ : François Sasseville) : Théodore Seville (voix)[12]
- Kaley Cuoco (VF : Karine Foviau) : Eleanor (voix)
- Anna Faris (VF : Natacha Muller) : Jeanette (voix)
- Christina Applegate (VF : Marie-Eugénie Maréchal) : Brittany (voix)
- Bella Thorne (VF : Joséphine Ropion) : Ashley Grey[14]
- Redfoo : lui-même
- Eddie Steeples : Barry
- Uzo Aduba : l'officier TSA
- Jennifer Coolidge : Mme Price (caméo)
- Laura Marano : la baby-sitter à Miami
- Mark Jeffrey Miller (VF : Patrick Osmond) : le chauffeur de taxi
Version française
  - Studio de doublage : Dubbing Brothers
  - Direction artistique : Valérie Siclay (dialogues), Georges Costa (chansons)
  - Adaptation des dialogues : Agnès Dusautoir (dialogues), Georges Costa (chansons)

 Sources et légende : version française (VF) sur RS Doublage et AlloDoublage et version québécoise (VQ) sur Doublage Québec

## Production
En juin 2013, la 20th Century Fox annonce un quatrième film, Alvin et les Chipmunks, avec une date de sortie fixée au 9 décembre 2015. En août 2014, Randi Mayem Singer signe pour écrire le scénario du film. Le 18 décembre 2014, Walt Becker est annoncé à la réalisation. Il est annoncé que le film sortira finalement le 23 décembre 2015 et qu'il s'intitule Alvin and the Chipmunks: The Road Chip.
En février 2015, Tony Hale rejoint la distribution dans un rôle inconnu. Le 10 mars 2015, Kimberly Williams-Paisley l'intègre, également dans un rôle inconnu. Puis en Avril 2015, Bella Thorne est confirmée dans le rôle d'Ashley. Le tournage se déroule du 16 mars au 20 mai 2015, majoritairement à Miami mais également à Olde Town Conyers en Géorgie,.

### Bande originale
Alvin and the Chipmunks: The Road Chip: Original Motion Picture Soundtrack est un album qui comprend les chansons qui apparaissent dans le film, sorti le 9 décembre 2015.
| 1.    | Juicy Wiggle (Munk Remix) | Brandon Garcia et Stefan Gordy | Redfoo et les Chipmunks        | 3:51 |
| 2.    | Conga (en)                | Enrique E. Garcia | Les Chipmunks                  | 3:18 |
| 3.    | Oh My Love (en)           | Eddie Anthony, Edan Dover | The Score                      | 3:38 |
| 4.    | South Side (en)           | Thomas Rhett, Jesse Frasure et Chris Stapleton                                                                                            | Les Chipmunks                  | 2:29 |
| 5.    | Iko Iko                   | Barbara Hawkins, Rosa Hawkins et Joan Johnson                                                                                             | Les Chipmunks                  | 2:01 |
| 6.    | Uptown Funk               | Jeff Bhasker, Philip Lawrence, Bruno Mars, Mark Ronson, Nicholas Williams, Devon Gallaspy, Lonnie Simmons, The Gap Band et Rudolph Taylor | Les Chipmunks                  | 4:32 |
| 7.    | Geronimo (en)             | Jay Bovino, Amy Sheppard et George Sheppard                                                                                               | Sheppard                       | 3:39 |
| 8.    | Turn Down for What        | DJ Snake | Les Chipmunks                  | 3:35 |
| 9.    | Home                      | Alana Da Fonseca, Jordan Yaeger, Jason Gleed et Bryan Spytzer                                                                             | Les Chipmunks et les Chipettes | 3:04 |
| 30:07 |                           | |                                |      |

## Accueil

### Sortie
Initialement prévu pour le 9 décembre 2015 puis repoussé le 23 décembre 2015 aux États-Unis, il est finalement annoncé qu'il sortira le 18 décembre 2015.

### Accueil critique
Sur le site Rotten Tomatoes, le film obtient un score de 19 % pour un total de 53 critiques et une note moyenne de 3,4/10, concluant : « À certains égards, Alvin et les Chipmunks : À fond la caisse est une amélioration marginale par rapport aux films précédents, bien que cela ne fait pas de lui une recommandation ». Sur Metacritic, le film obtient un score de 33 sur 100, sur la base de 21 critiques, indiquant des avis généralement défavorables.

### Box-office
Pour son premier jour d'exploitation aux États-Unis et au Canada, Alvin et les Chipmunks : À fond la caisse se place à la troisième place et rapporte 4 126 717 $ dans 3653 cinémas, derrière Sisters avec 4 962 215 $ et Star Wars, épisode VII : Le Réveil de la Force et ses 119 119 282 $. Il prend la seconde place avec 14,2 millions lors du premier week-end d'exploitation en détrônant de peu Sisters et ses 13,9 millions mais reste derrière Le Réveil de la Force et son imposant score de 247 millions. Finalement, le film a rapporté 232 361 436 $ au box-office mondial, dont 85 718 091 $ en Amérique du Nord et 146 643 345 $ à l'international.
En France, également pour son premier jour d'exploitation, le film se place à la deuxième place du classement avec 105 606 entrées dans 582 salles, derrière Les Tuche 2 : Le Rêve américain et ses 201 264 entrées. Il s'agit du deuxième meilleur démarrage de la franchise, derrière Alvin et les Chipmunks 3 qui avait effectué 208 011 entrées. Dès sa première semaine, il baisse à la troisième place avec 488 106 entrées, derrière Chocolat (619 509 entrées) et Les Tuche 2 (1 502 557 entrées). Au total, le film a cumulé 1 776 860 entrées.

## Distinctions

### Récompense2016
- Razzie Awards : Razzie Award du pire second rôle féminin pour Kaley Cuoco[34]

### Nominations2016
- Kids' Choice Awards[35] : 
  - Film d'animation préféré
  - Voix préférée dans un film d'animation pour Justin Long
- Razzie Awards[34] :
  - Pire préquelle, remake, plagiat ou suite
  - Pire second rôle masculin pour Jason Lee

## Éditions en vidéo
- En France, le film Alvin et les Chipmunks : À fond la caisse est sorti en VOD le 3 juin 2016[7]. Ensuite, le film sort en format DVD + Digital HD[36] et Blu-ray + Digital HD[37] le 8 juin 2016. Le film ressort en DVD le 1er novembre 2016[38].
- Au Québec, le film est sorti en DVD, Blu-ray et copie numérique le 15 mars 2016[1].